# UCIコンチネンタルサーキット
UCIコンチネンタルサーキット (英語: UCI Continental Circuits, フランス語: circuits continentaux) は、ヨーロッパ、アメリカ、アジア、アフリカ、オセアニアの、5大陸における自転車競技・ロードレースの年間シリーズ戦の総称。主催は国際自転車競技連合(UCI)。

## 概要

### ヒエラルキー
レースカテゴリはランクの高い順番にHC (Hors classe)、1、2の3つに分かれる。また、レース形態を示すため、ワンデイレースは1、ステージレースは2を用いる。例えば、ワンデイレースでHCカテゴリレースという場合には、「1．HC」。同様にステージレースの場合は、「2．HC」となる。
また、23歳以下のレースのカテゴリはNC（またはNcup）、各大陸選手権のレースカテゴリはCCとなる。

### 参加チーム及び選手
表彰の対象、つまり、ポイントの対象となるのは、UCIが認定するロードレースチームとしては2番目のカテゴリとなるUCIプロ・チーム 及び、同3番目のコンチネンタルチームに所属する選手、チームが主力となり、最上位に位置づけられるUCIワールドチームに所属する選手、チームには、ポイントは付与されない。
但し、UCIプロチームに所属する選手については、HC、1のカテゴリレースに参加が可能なため、特に、ヨーロッパツアーでは随時、同チームに所属する選手が参加している。
なお、チームカテゴリに関する分類については、UCIワールドツアー#チームのカテゴリーを参照のこと。

以下、各ツアー戦の特徴を示す。

### UCIアフリカツアー
HCカテゴリレースは行われていない。ガボンで行われている、2.1カテゴリのラ・トロピカル・アミサ・ボンゴが著名レースとして挙げられる。

### UCIオセアニアツアー
2007年まではツアー・ダウンアンダーが唯一のHC対象レースであったがワールドツアーに昇格した為、現在は存在しない。2.1カテゴリの、ヘラルド・サンツアーが著名レースとして挙げられる。